# Joseph Combès
Joseph Combès (* 1920 im Hérault; † 20. Juni 2002) war ein französischer Philosoph und Philosophiehistoriker.
Combès, ein Schüler von Jean Trouillard, war wissenschaftlicher Mitarbeiter im Centre Jean Pépin UPR 76 des CNRS in Villejuif und Professor in den Facultés Catholiques von Lyon. Combès hat verschiedene philosophische Themen wie Freiheit und Wert sowie Philosophen wie Descartes und Kant verhandelt und eine Reihe von Studien zu neuplatonischen Autoren verfasst. Zusammen mit Leendert Gerrit Westerink hat er den Kommentar des neuplatonischen Philosophen Damaskios zum Parmenides des Platon ediert.

## Schriften (Auswahl)
Monographien
- Valeur et liberté. Paris 1960. – Rezension von P. Decerf, in: Revue Philosophique de Louvain 60, 1962, Numéro 65, Ss. 129-130, online
- Le dessein de la sagesse cartésienne. Lyon et Paris 1960.
- L' idée critique chez Kant. Paris, Presses Univ. de France, 1971
- Éthique de la liberté. Ottawa 1979.
- Études néoplatoniciennes. Jérôme Millon, Grenoble 1989 (Krisis, 8), Auszüge online. – Rezension von: Jean-Michel Counet, in: Revue Philosophique de Louvain 88, 1990, Numéro 79, Ss. 430-432, online

Ausgaben des Damaskios
- Damascius, Commentaire du Parménide de Platon. Tome 1, éd. Leendert Gerrit Westerink, intr., tr. et notes Joseph Combès, avec la collaboration d’Alain Philippe Segonds. Paris, Les Belles Lettres, 1997. (Collection des Universités de France). ISBN 2-251-00454-8.
- Damascius, Commentaire du Parménide de Platon. Tome 2, éd. Leendert Gerrit Westerink, intr., tr. et notes Joseph Combès, avec la collaboration d’Alain Philippe Segonds. Paris, Les Belles Lettres, 1997. (Collection des Universités de France). ISBN 2-251-00456-4.
- Damascius, Commentaire du Parménide de Platon. Tome 3, éd. Leendert Gerrit Westerink, intr., tr. et notes Joseph Combès, avec la collaboration d’Alain Philippe Segonds. Paris, Les Belles Lettres, 2002. (Collection des Universités de France). ISBN 2-251-00500-5.
- Damascius, Commentaire du Parménide de Platon. Tome 4, éd. Leendert Gerrit Westerink, intr., tr. et notes Joseph Combès, avec la collaboration d’Alain Philippe Segonds et Concetta Luna. Paris, Les Belles Lettres, 2003. (Collection des Universités de France). ISBN 2-251-00512-9.
- Leendert G. Westerink und Joseph Combès: Damascius: Traité des premiers principes, 3 Bände, Les Belles Lettres, Paris 1986-1991 (kritische Edition mit französischer Übersetzung)